# Memoriale dell'Olocausto di Miami Beach
Il memoriale dell'Olocausto di Miami Beach è un monumento sito a Meridian Avenue a Miami Beach, che commemora le vittime della Shoah. L'opera è stata commissionata da un comitato di sopravvissuti all'Olocausto nel 1984 e fu progettata da Kenneth Treister. Il luogo deputato all'installazione del memoriale è stato scelto dal comune di Miami Beach tra Meridian Avenue e Dade Boulevard. Il monumento è stato aperto al pubblico il 4 febbraio 1990 con una cerimonia in cui ha preso parte anche il premio Nobel Elie Wiesel.

## Collocazione
La decisione di creare un memoriale in questa città della Florida deriva dal fatto che questa parte dello Stato ospita la comunità più popolosa, negli Stati Uniti, di ebrei sopravvissuti all'olocausto. Il memoriale ha trovato la propria collocazione all'indirizzo 1933-1945 Meridian Avenue. L'indicazione di tale numero civico coincide con gli anni in cui il nazismo restò al potere in Germania.

## Membri fondatori del comitato del memoriale
I membri fondatori del comitato istituito per la creazione di tale memoriale sono:
- Norman Braman (presidente)
- Kenneth Treister, (scultore)
- Dr. Helen N. Fagin (storico)
- Jack Chester
- George Goldbloom
- Ezra Katz
- Commissioner Abe Resnick
- David Schaecter
- Rabbi Solomon Schiff
- Harry B. Smith, Esq.
- Edward Wiolomn[1]

## Galleria d'immagini

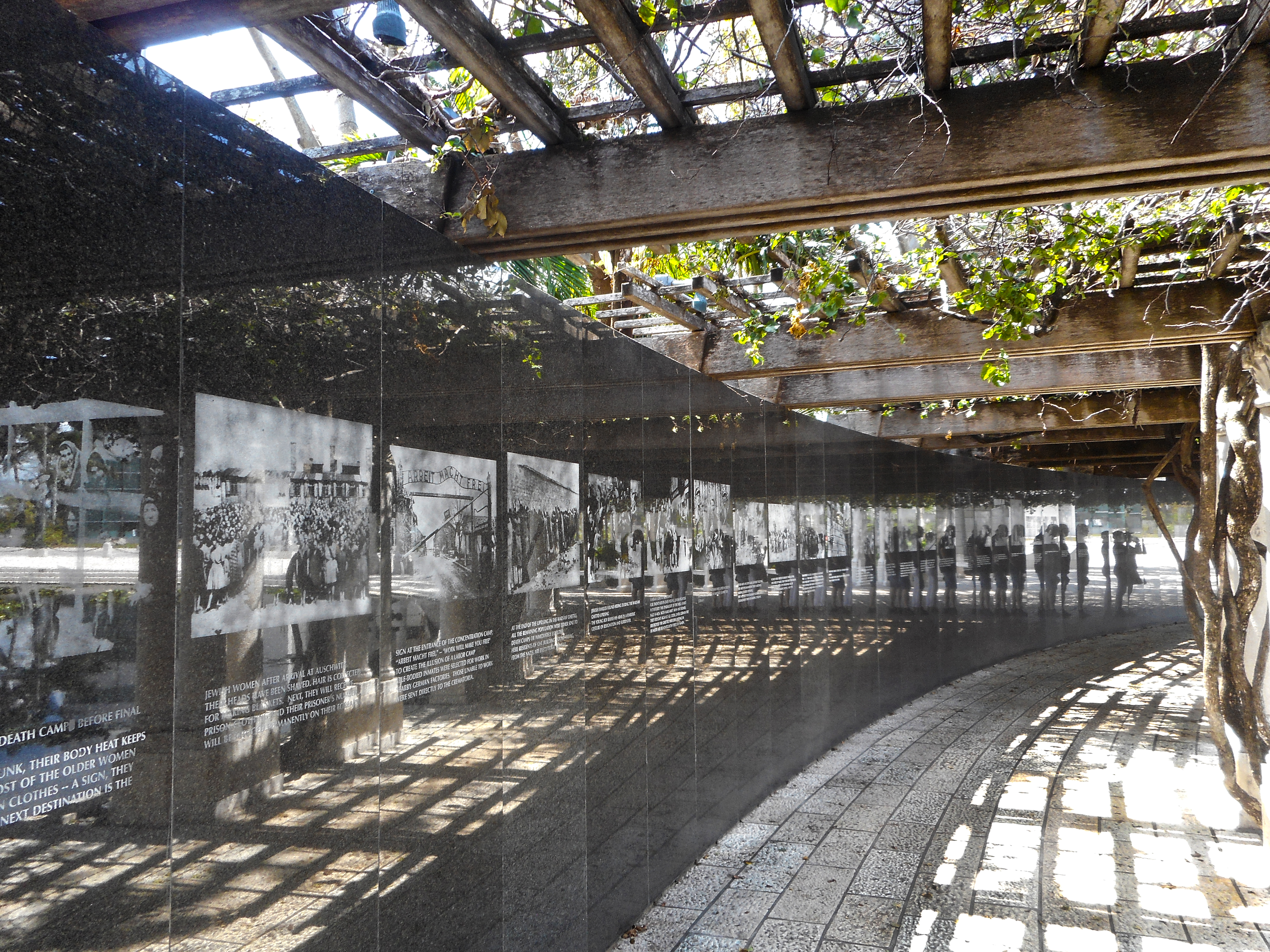
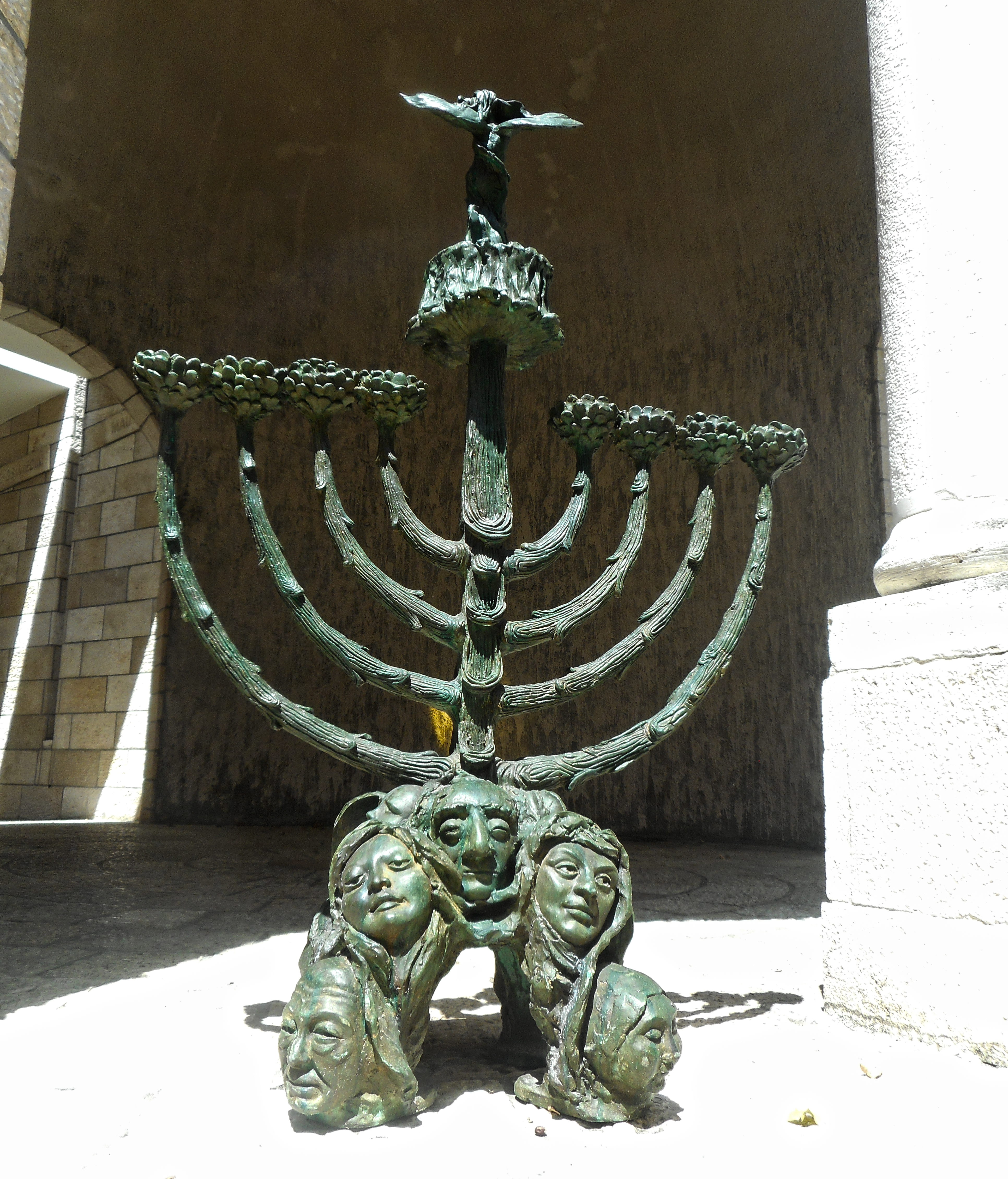
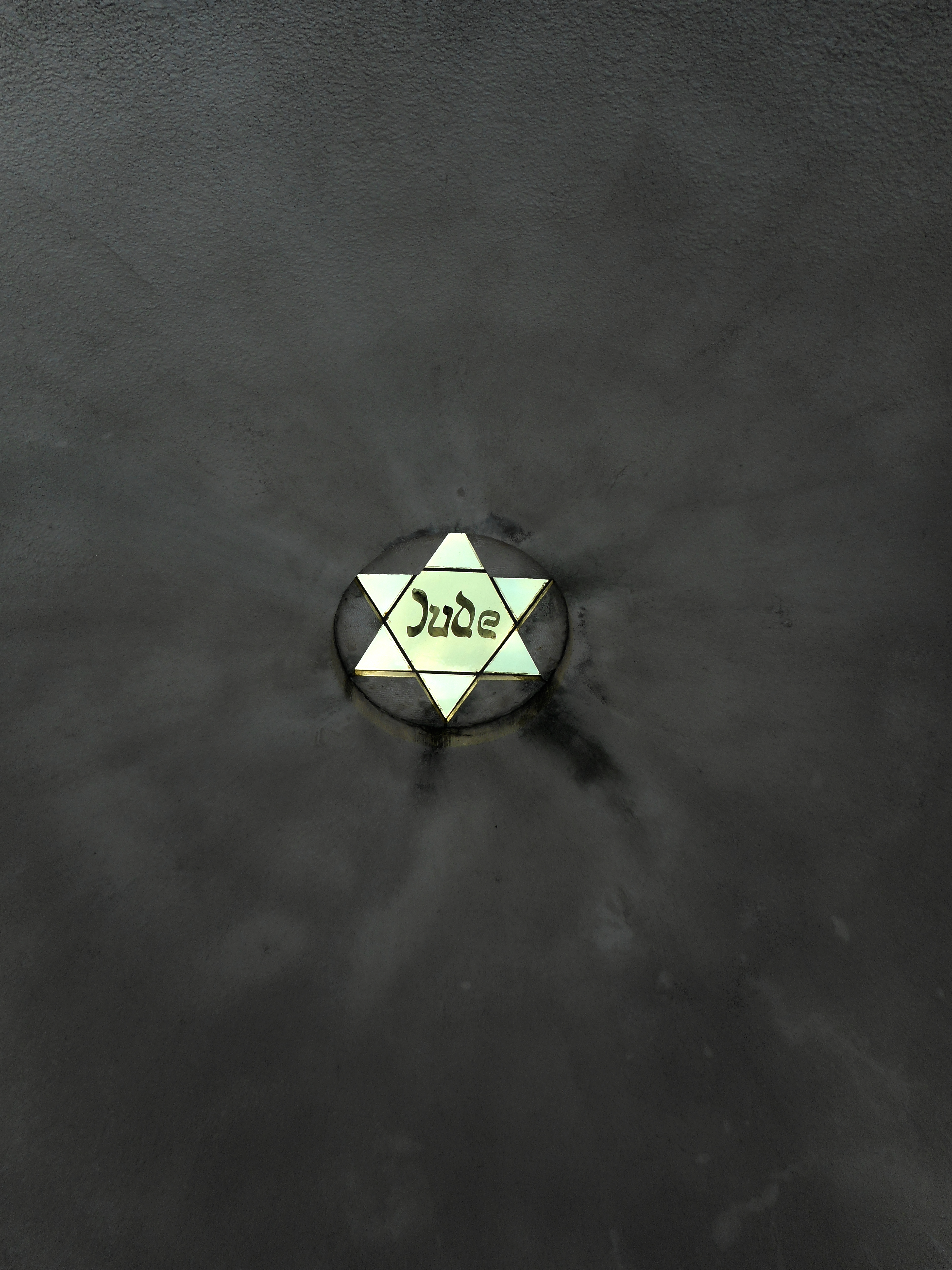
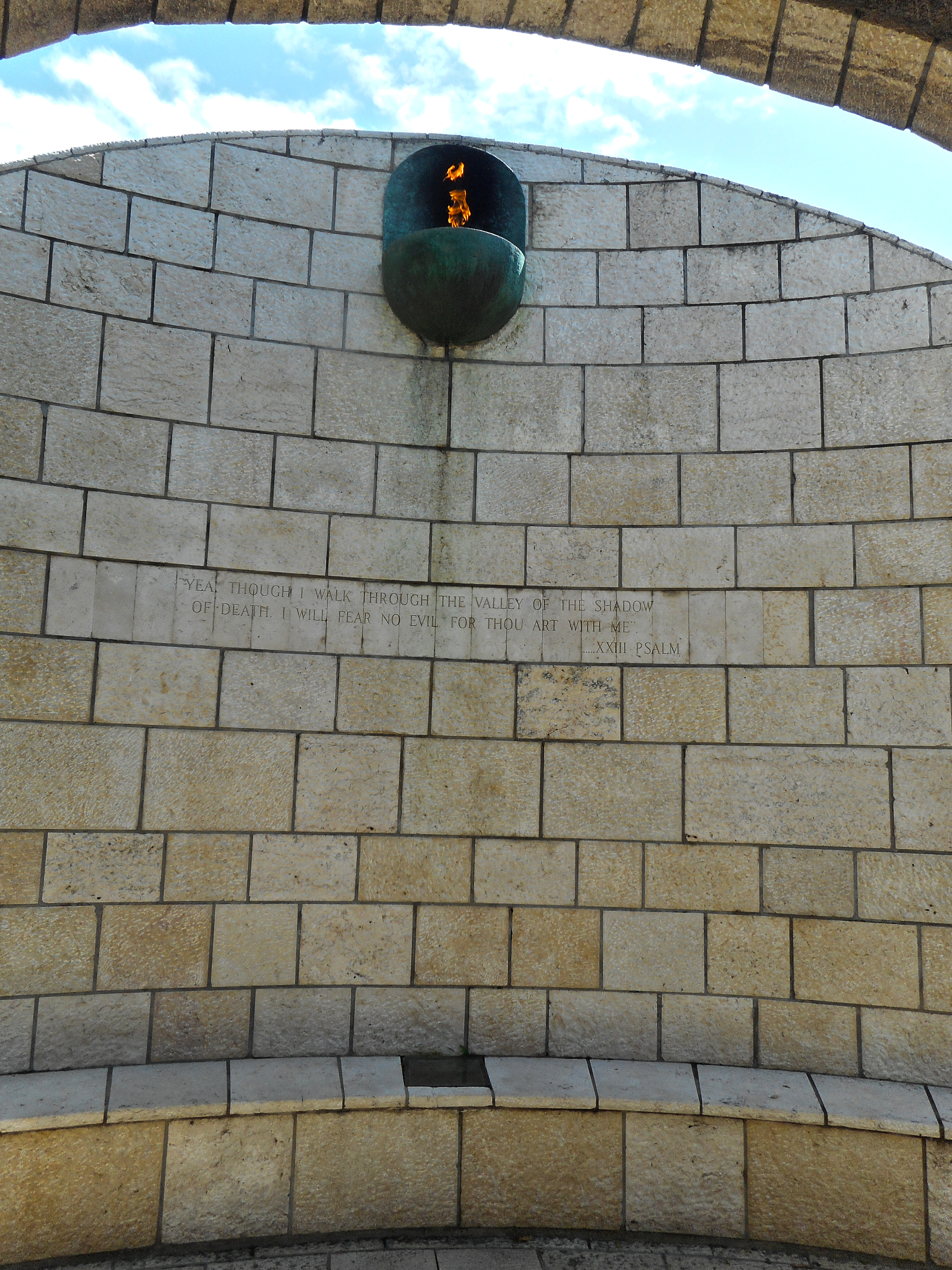
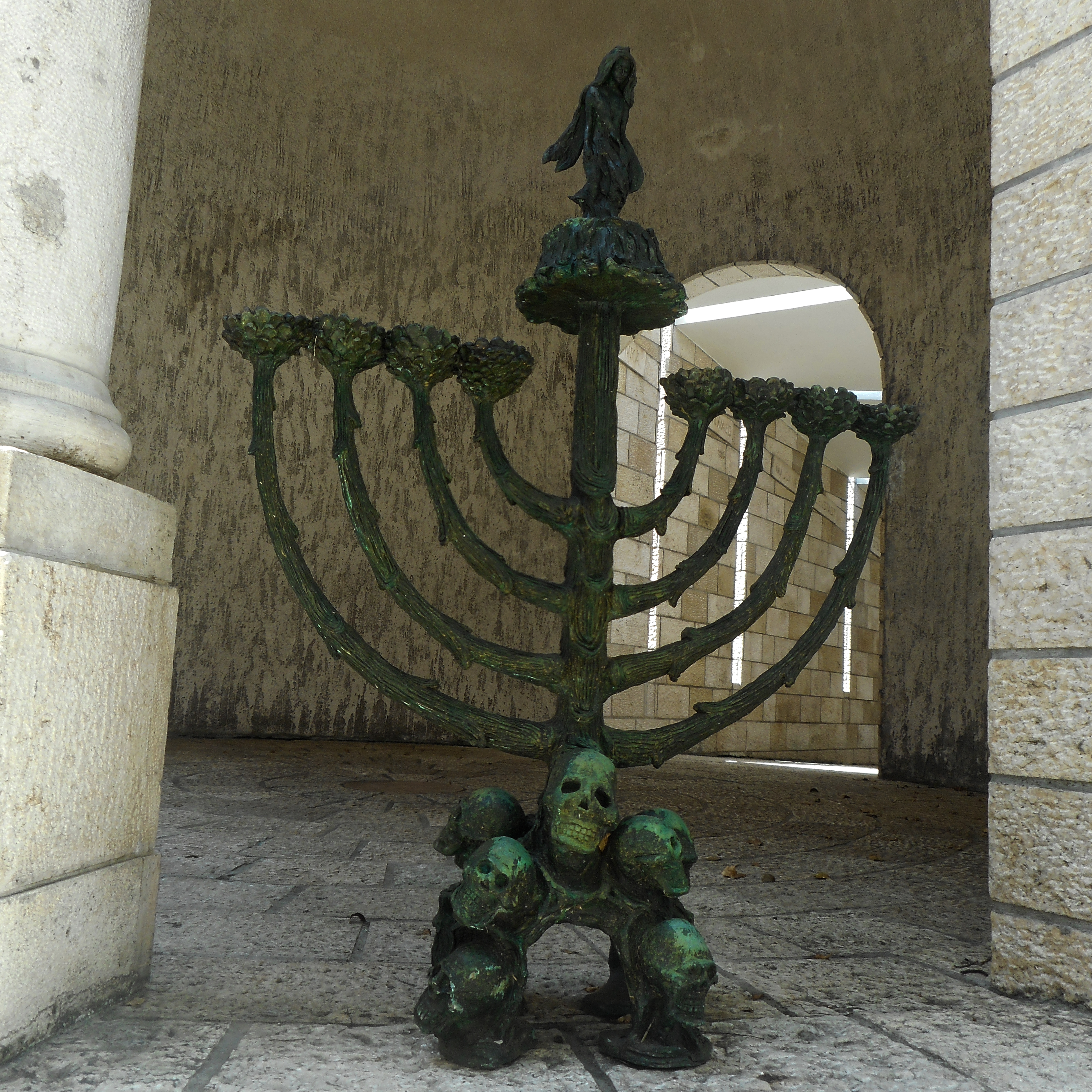
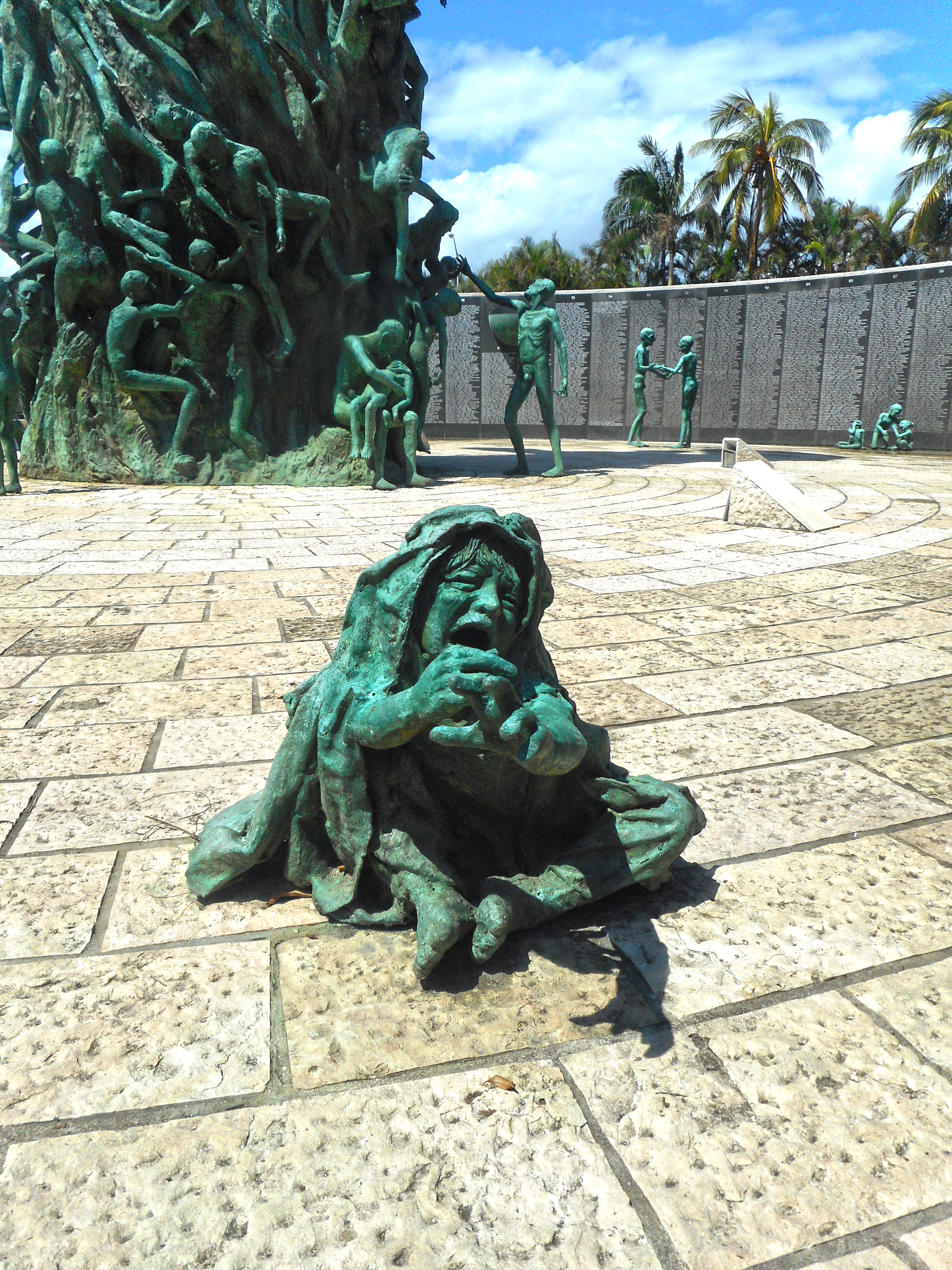
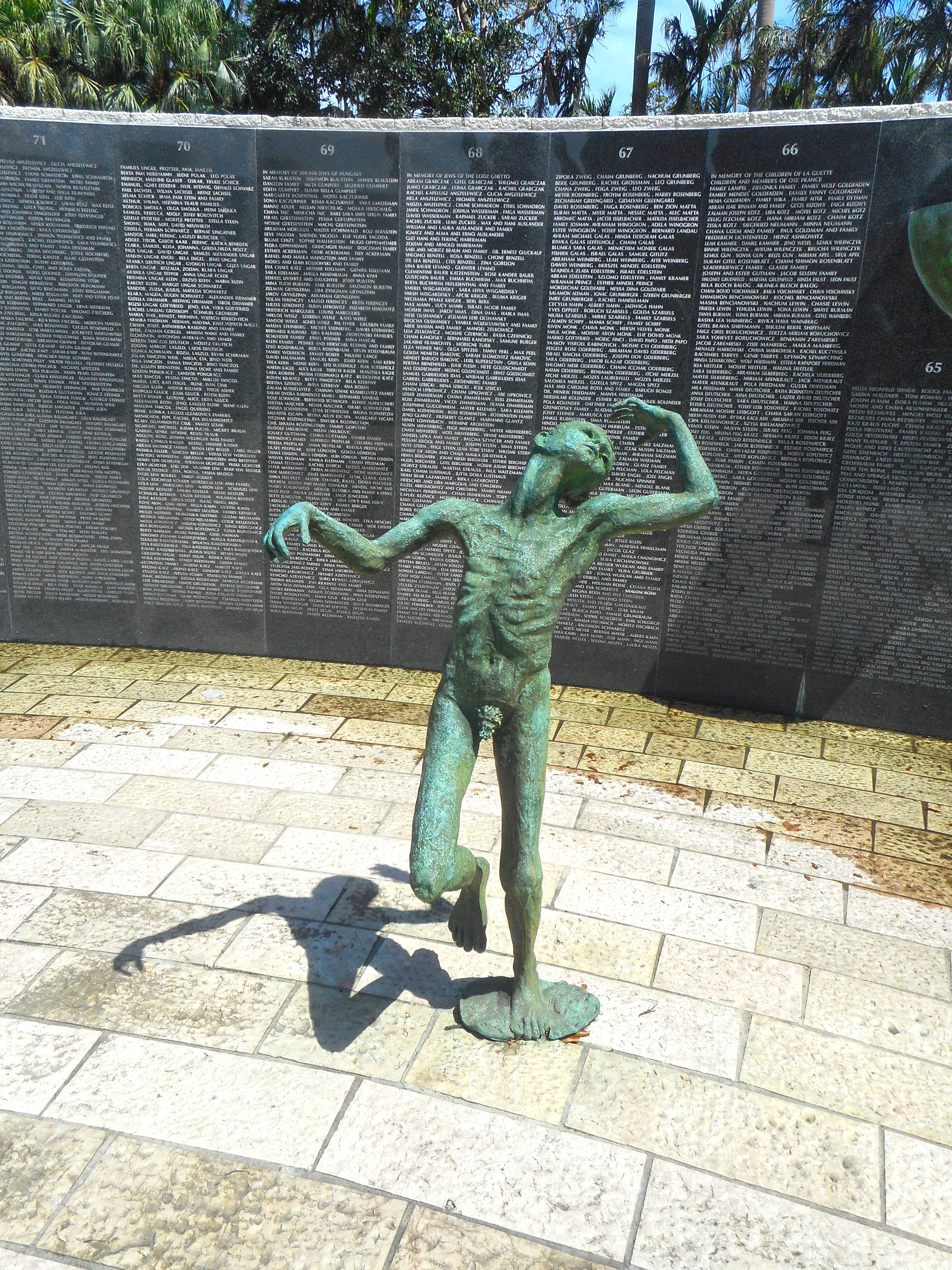
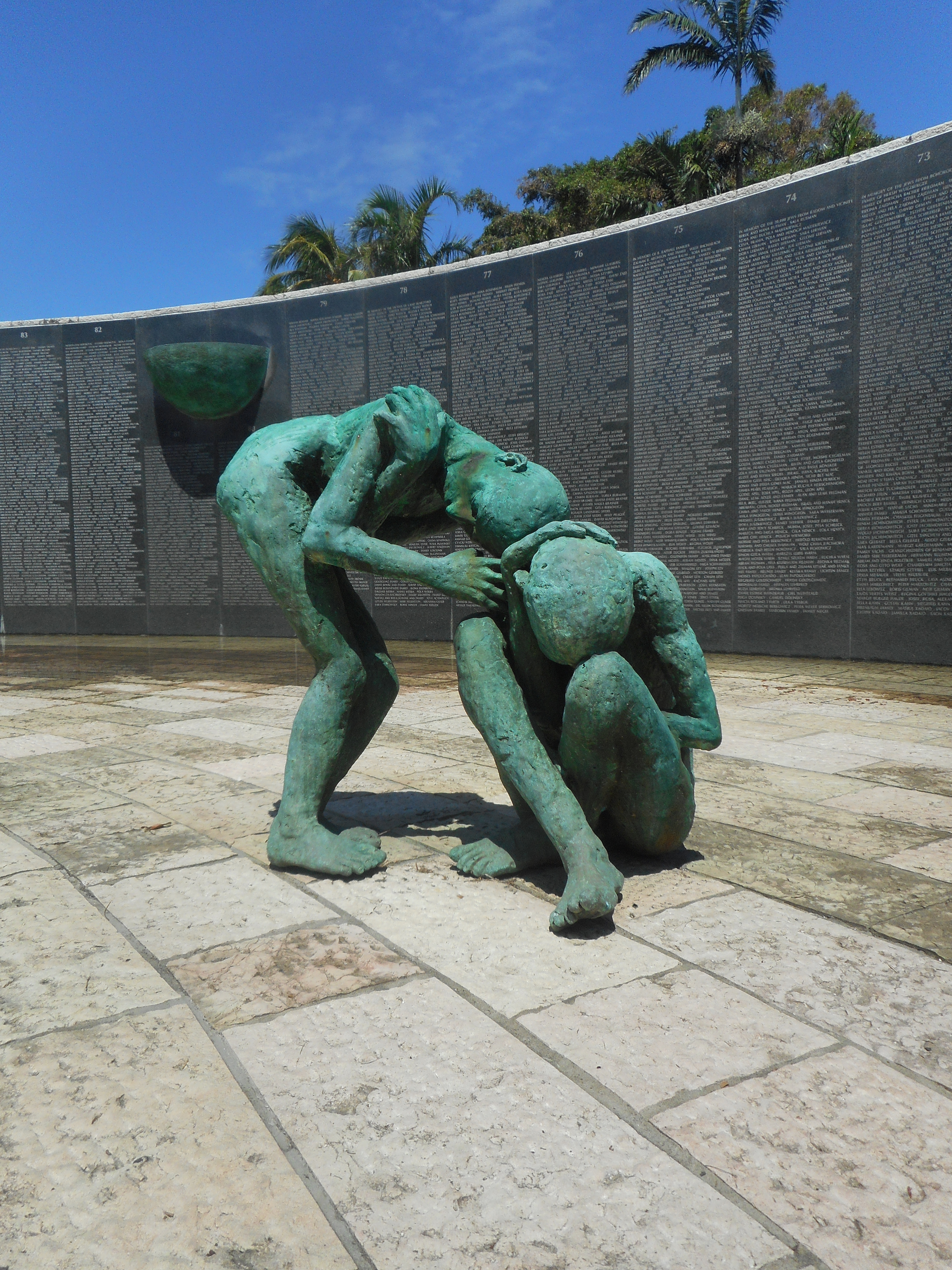
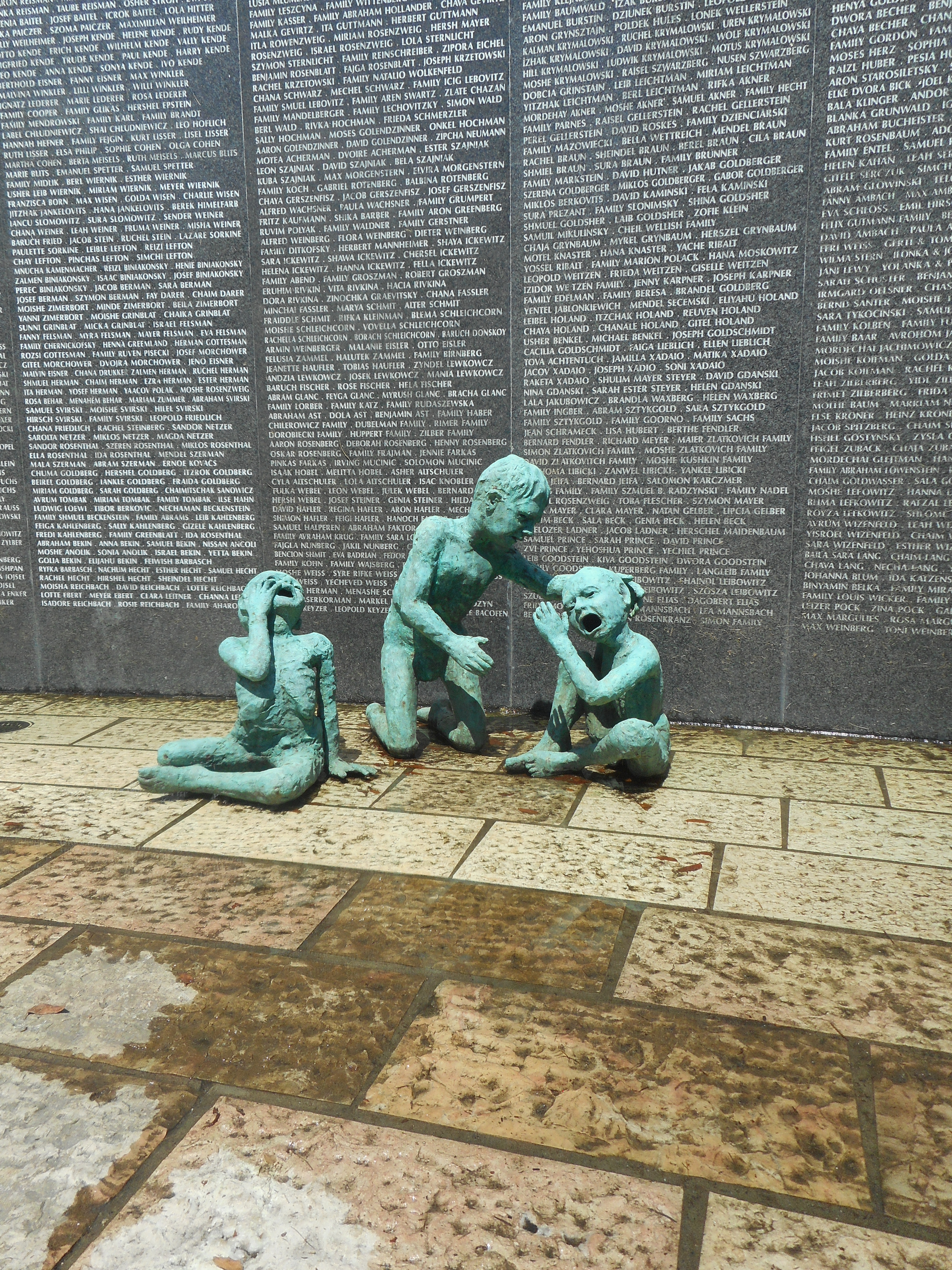
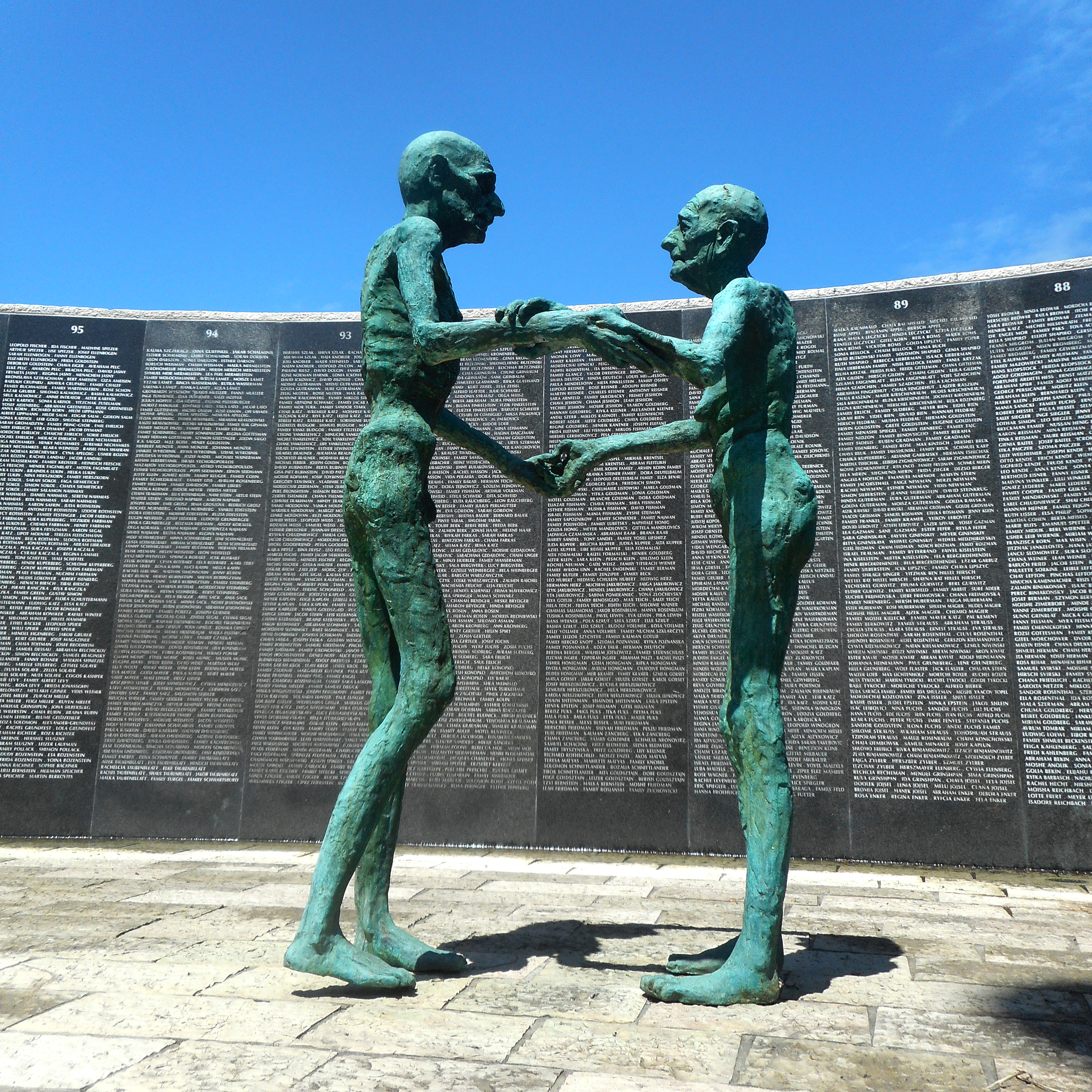
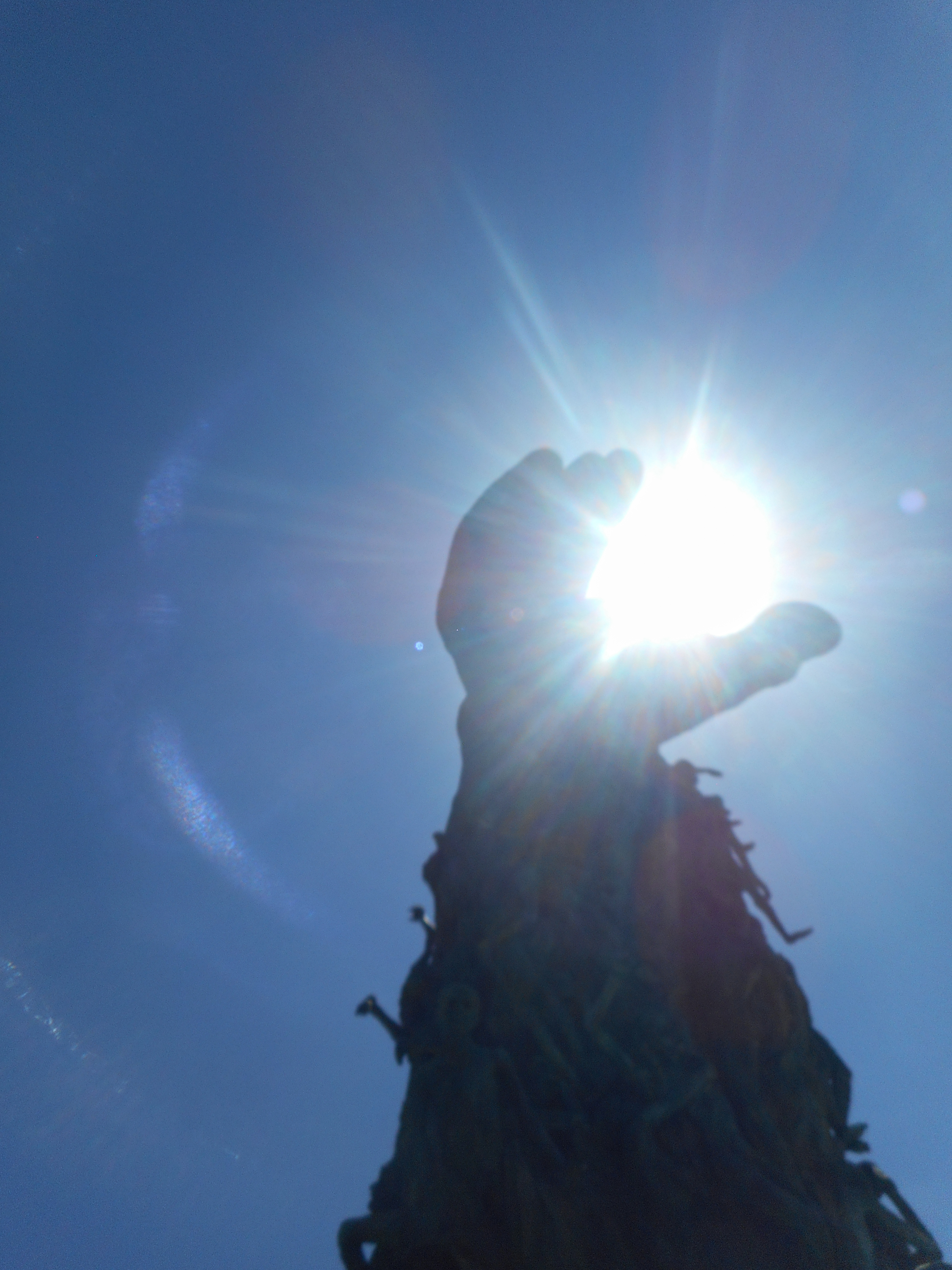
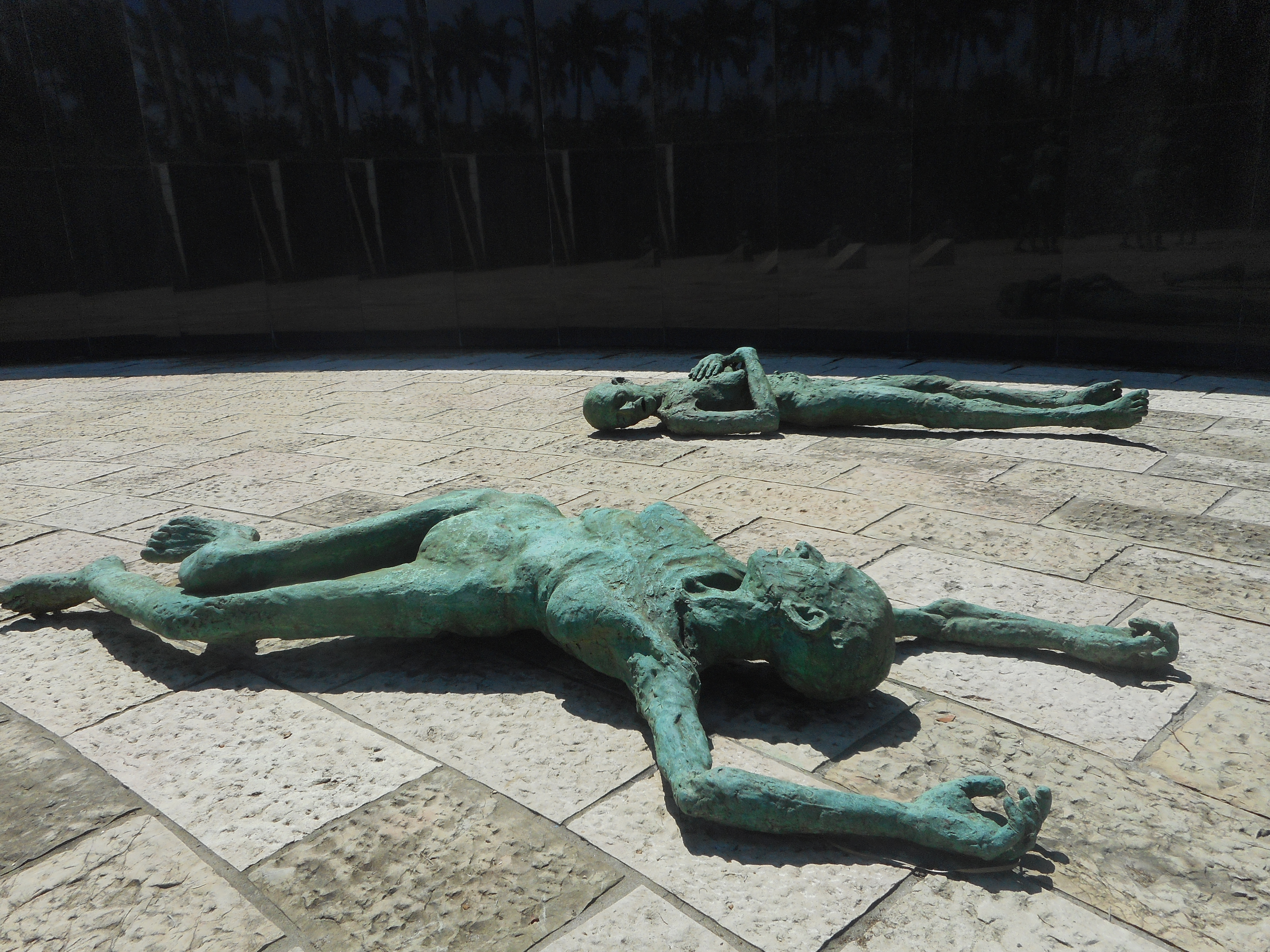
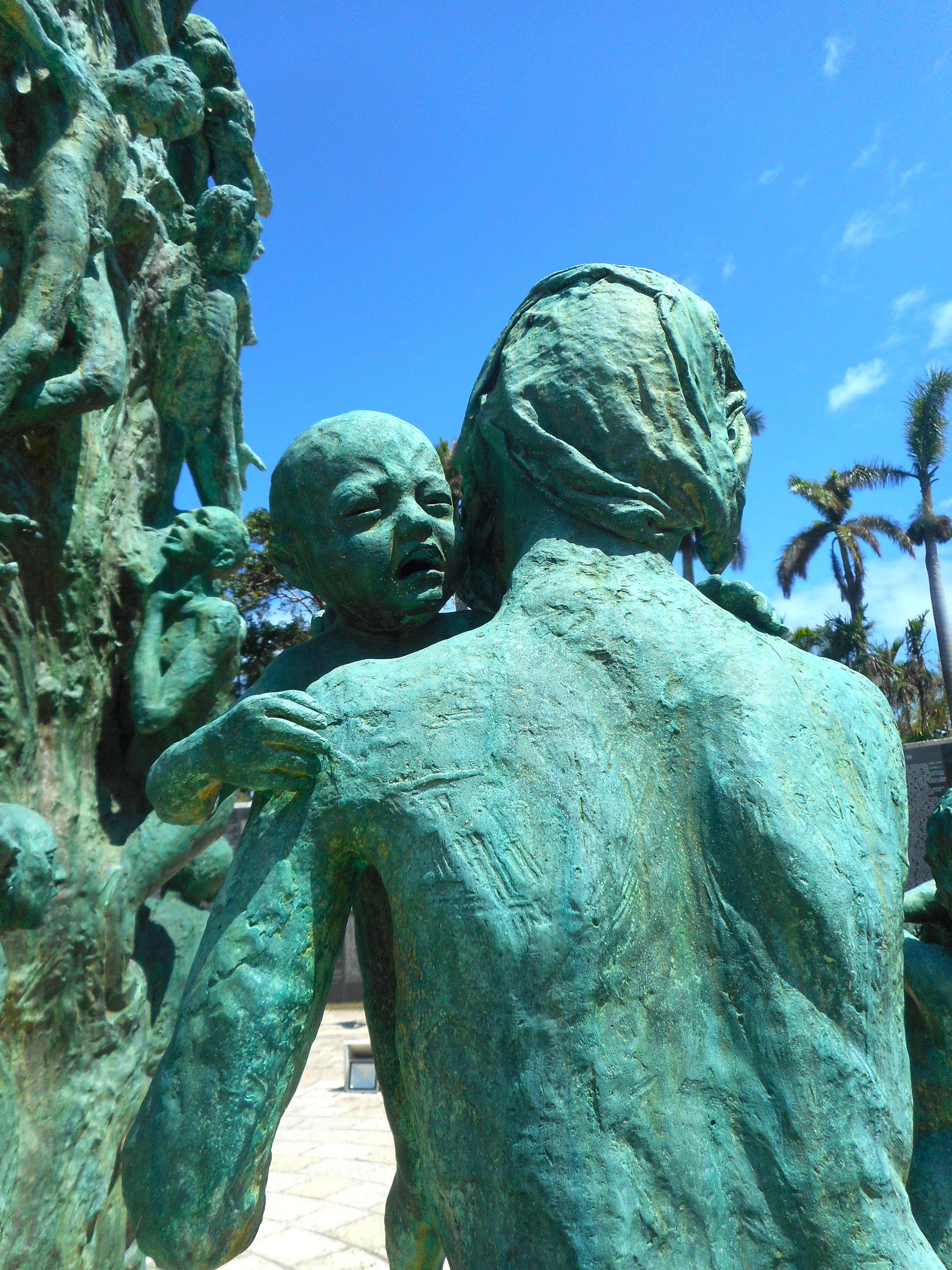
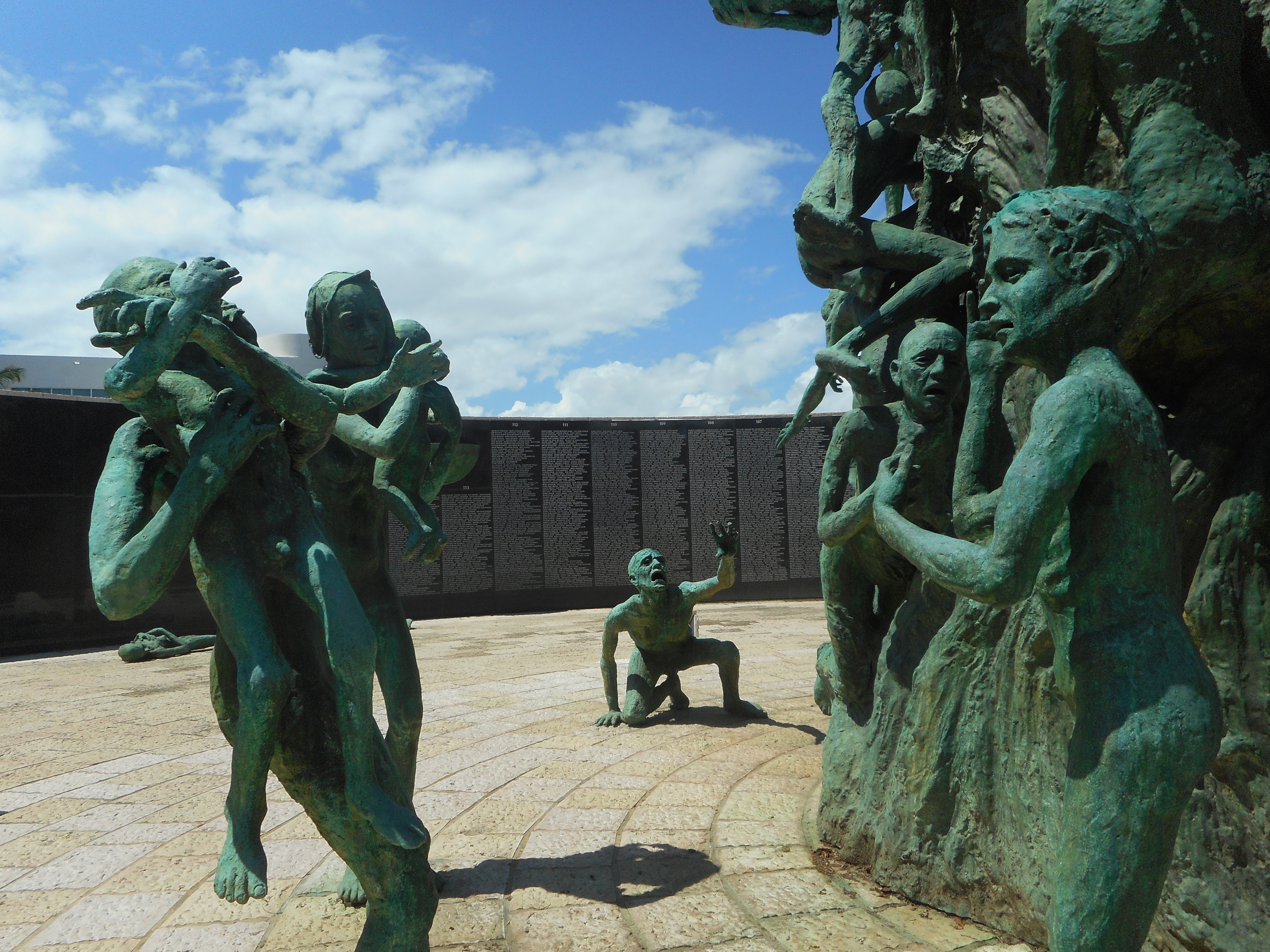
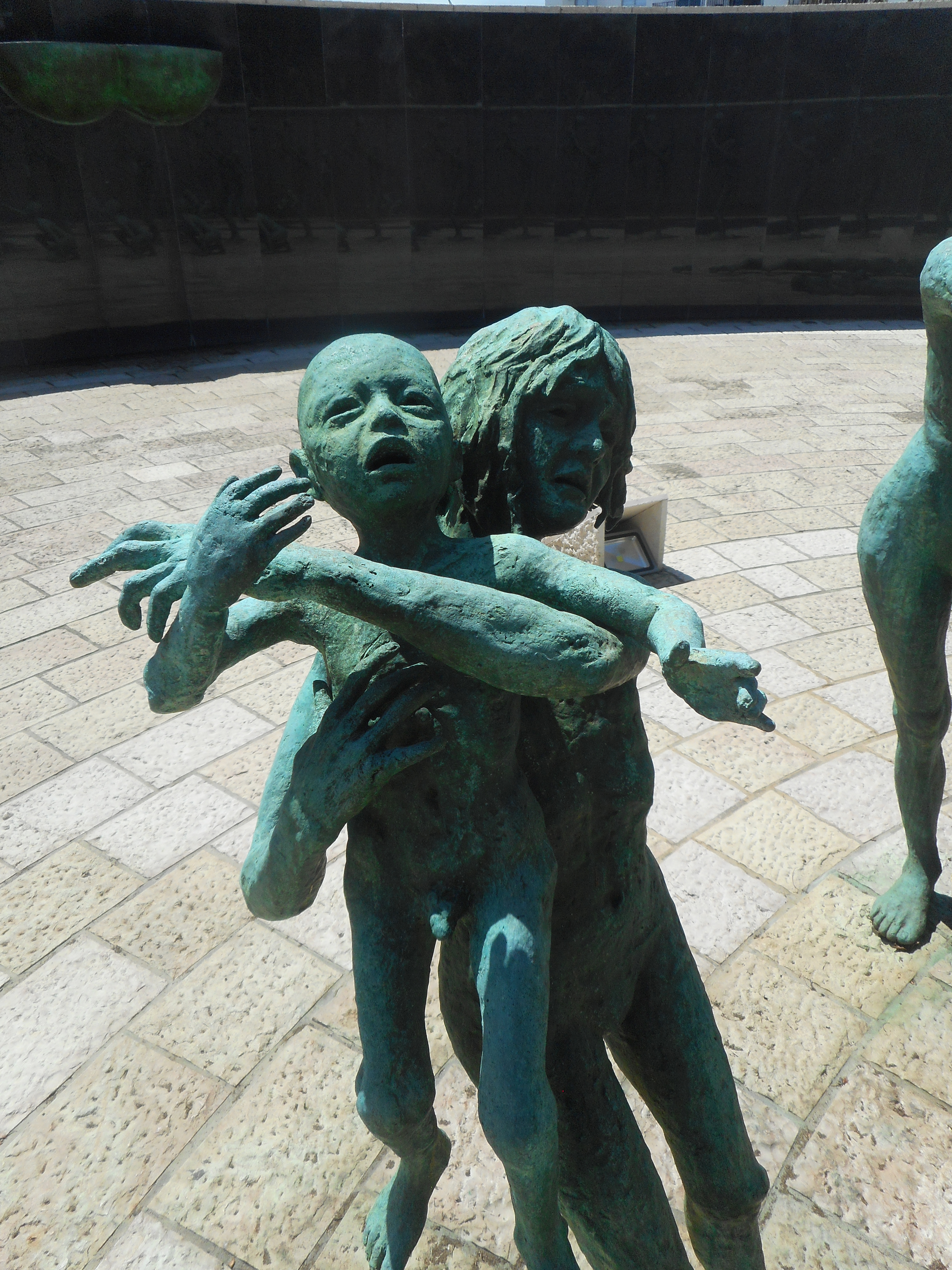
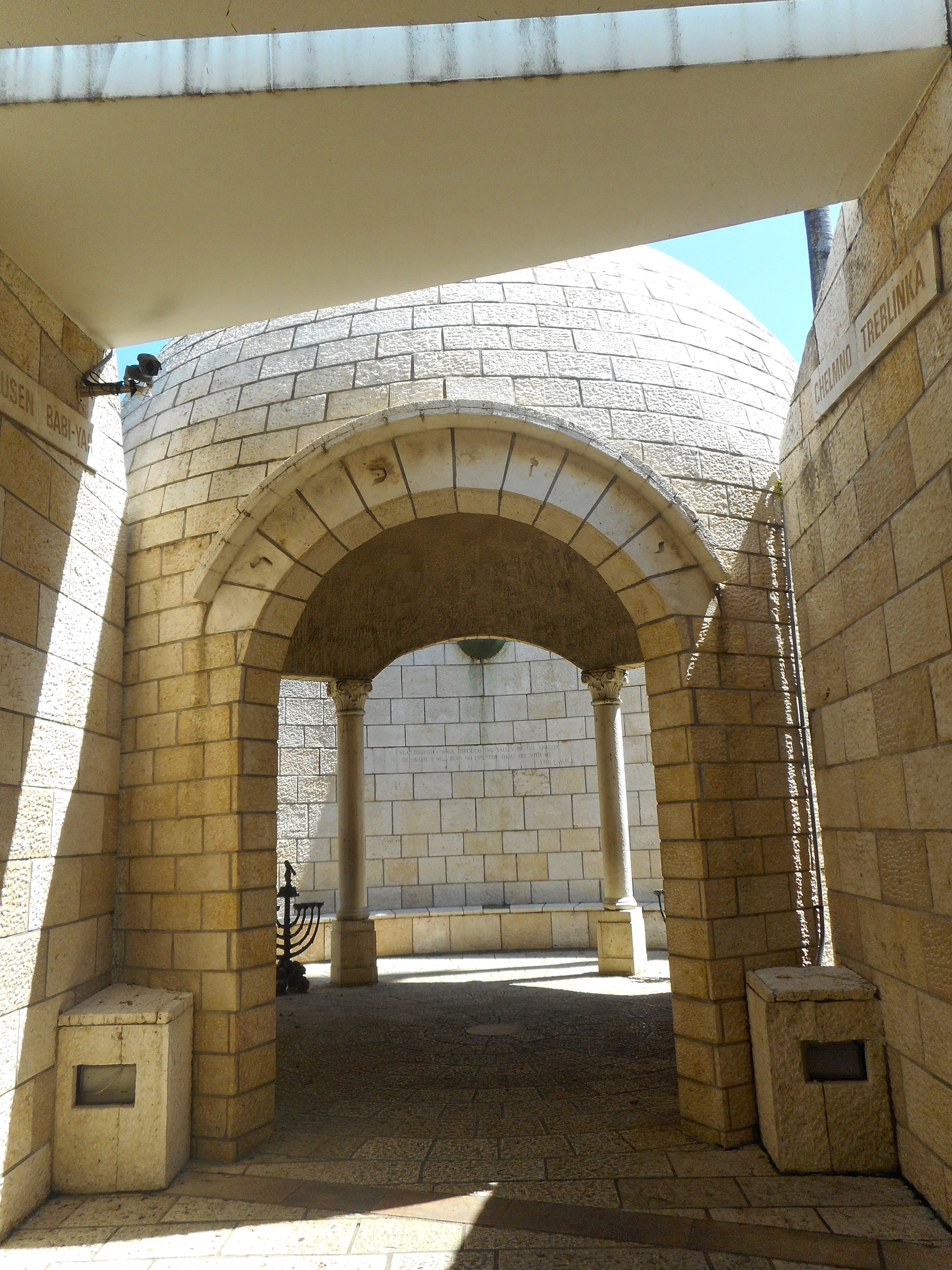
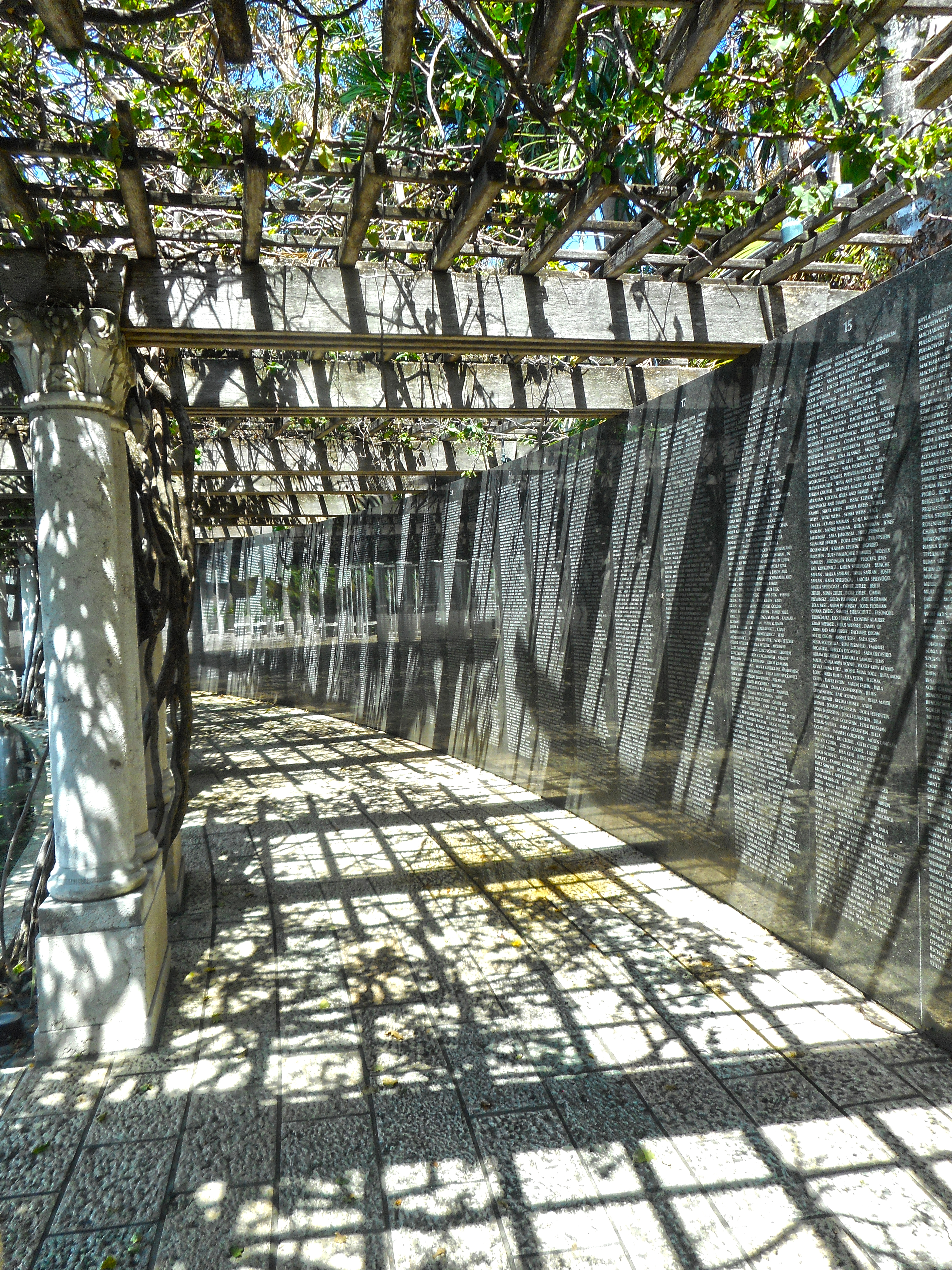
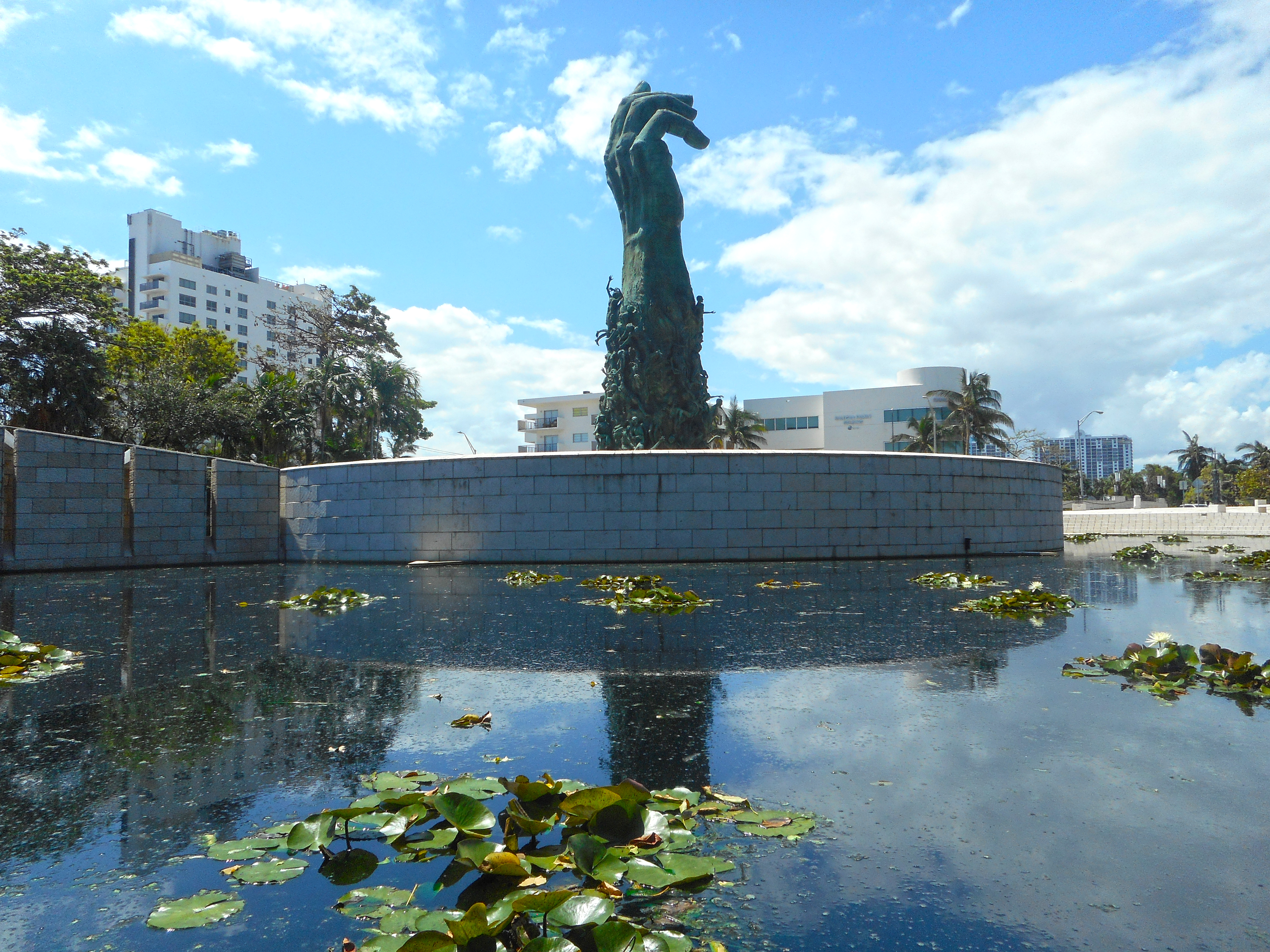
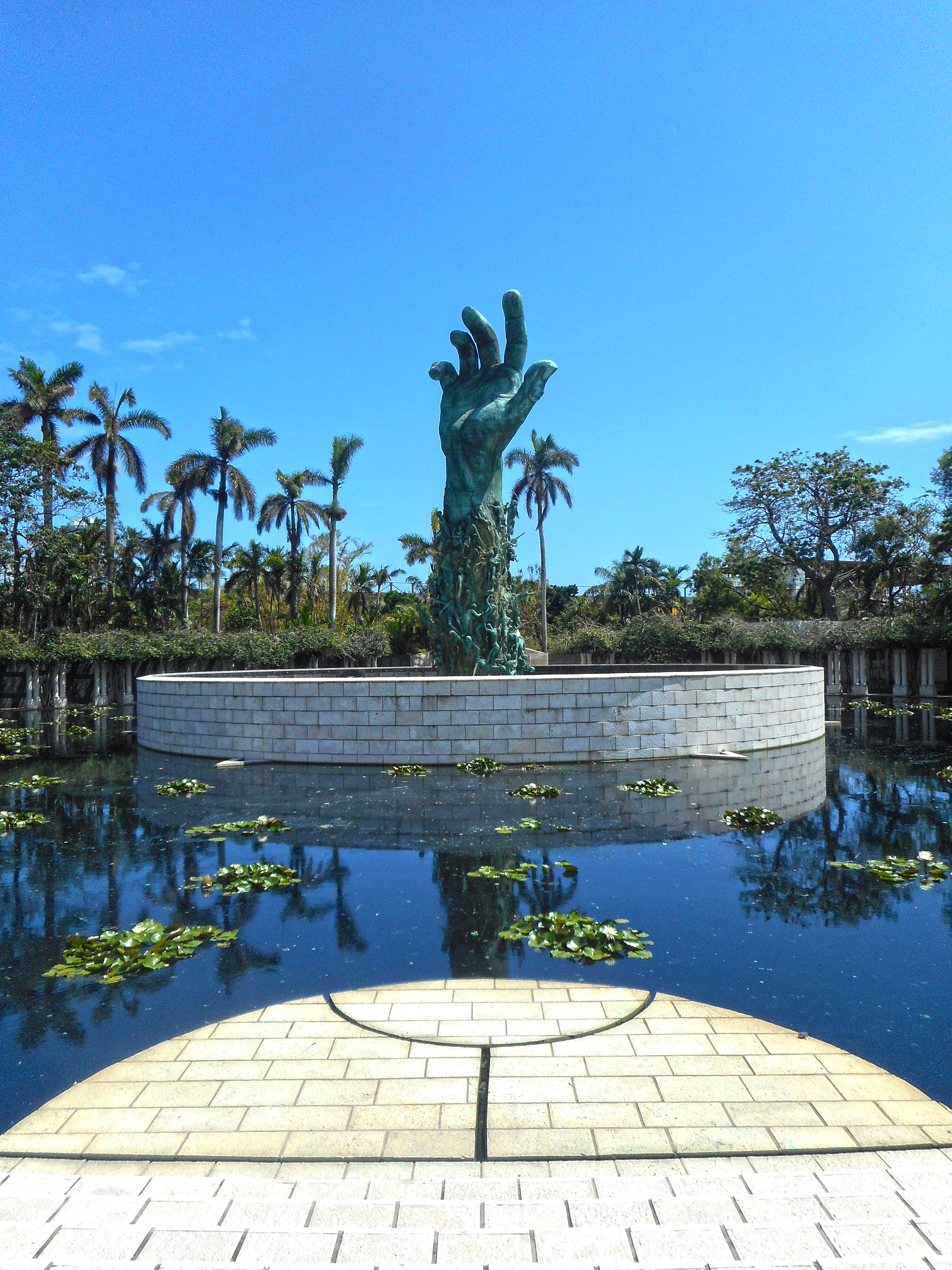
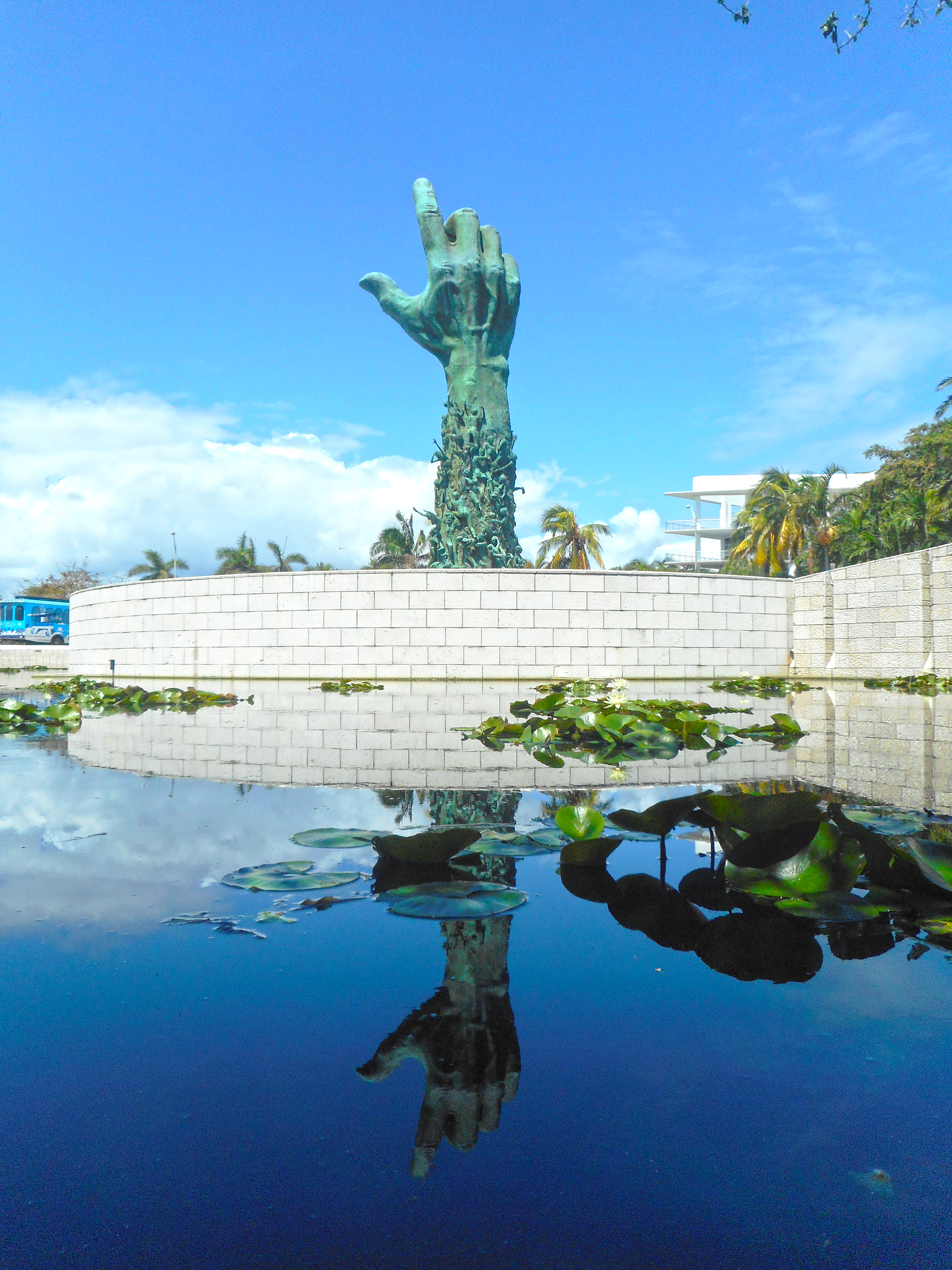
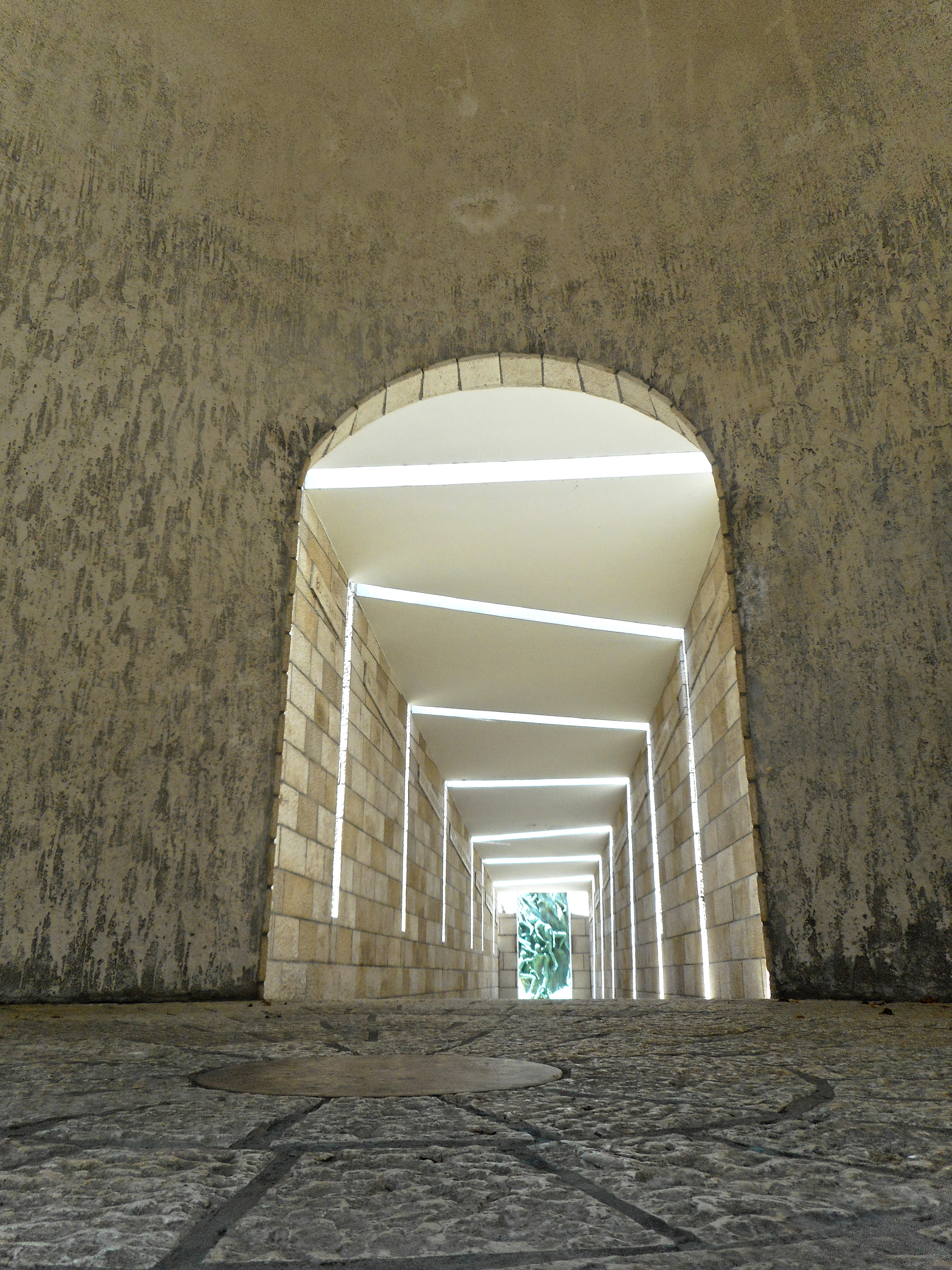
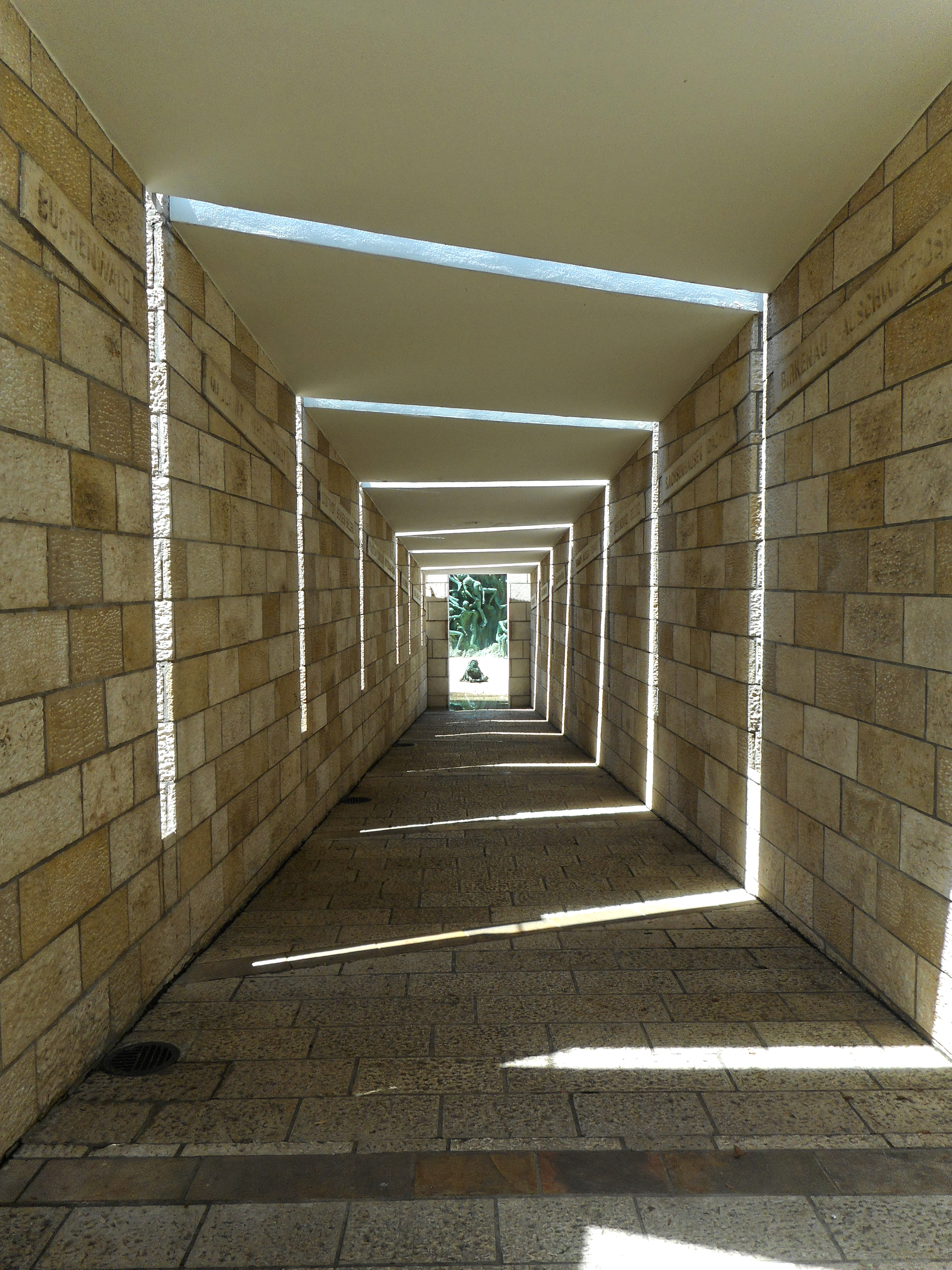
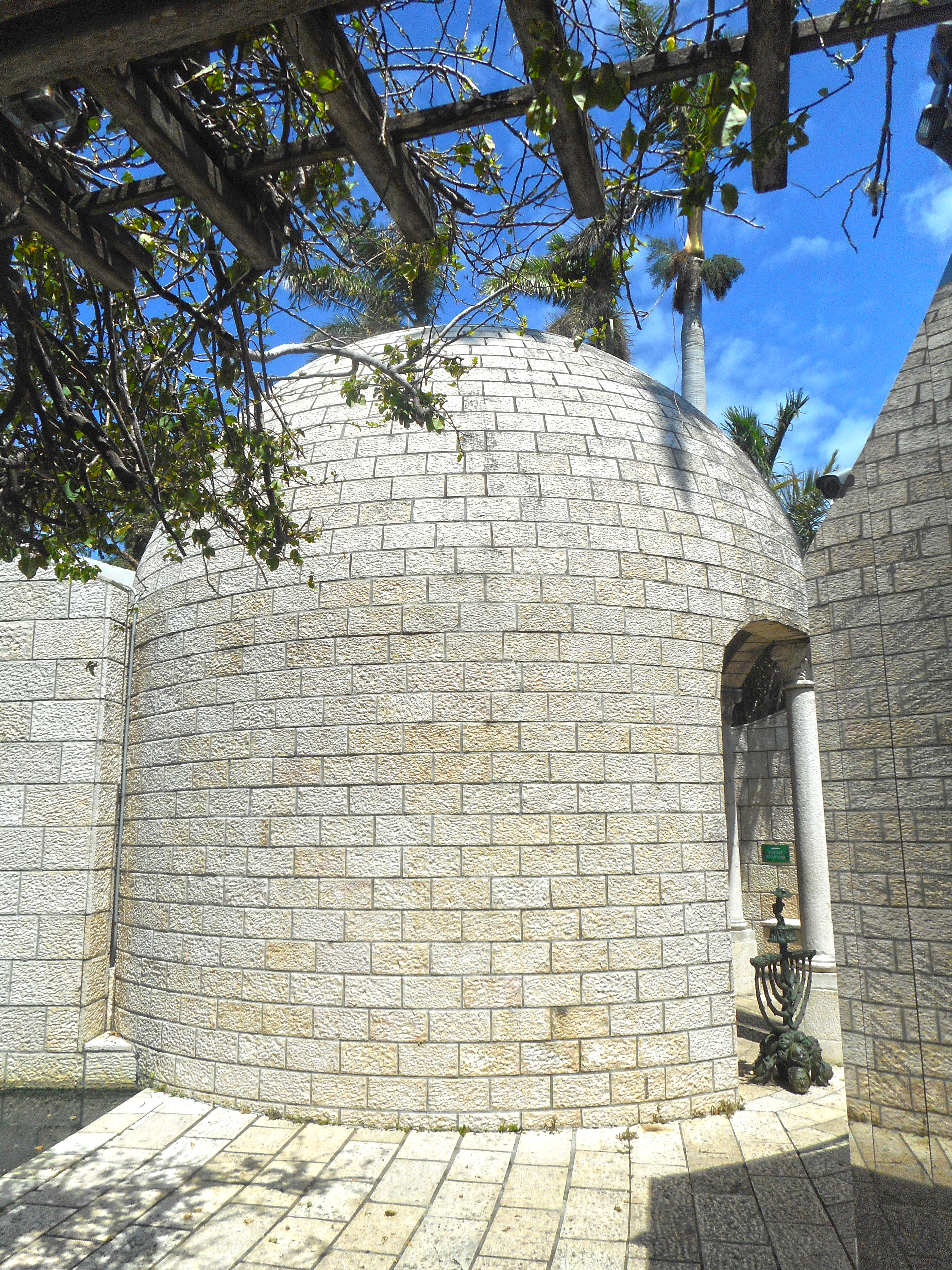
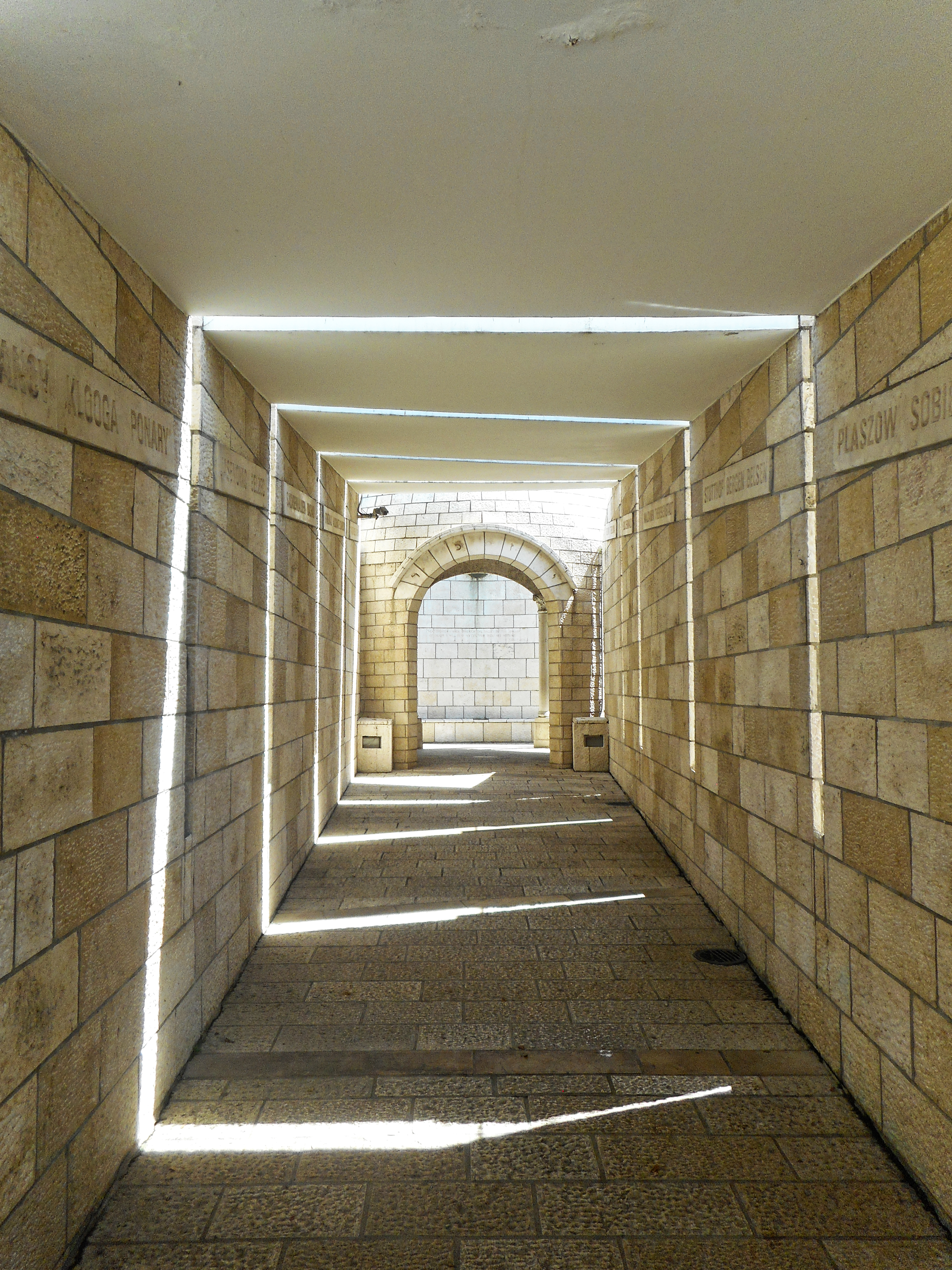
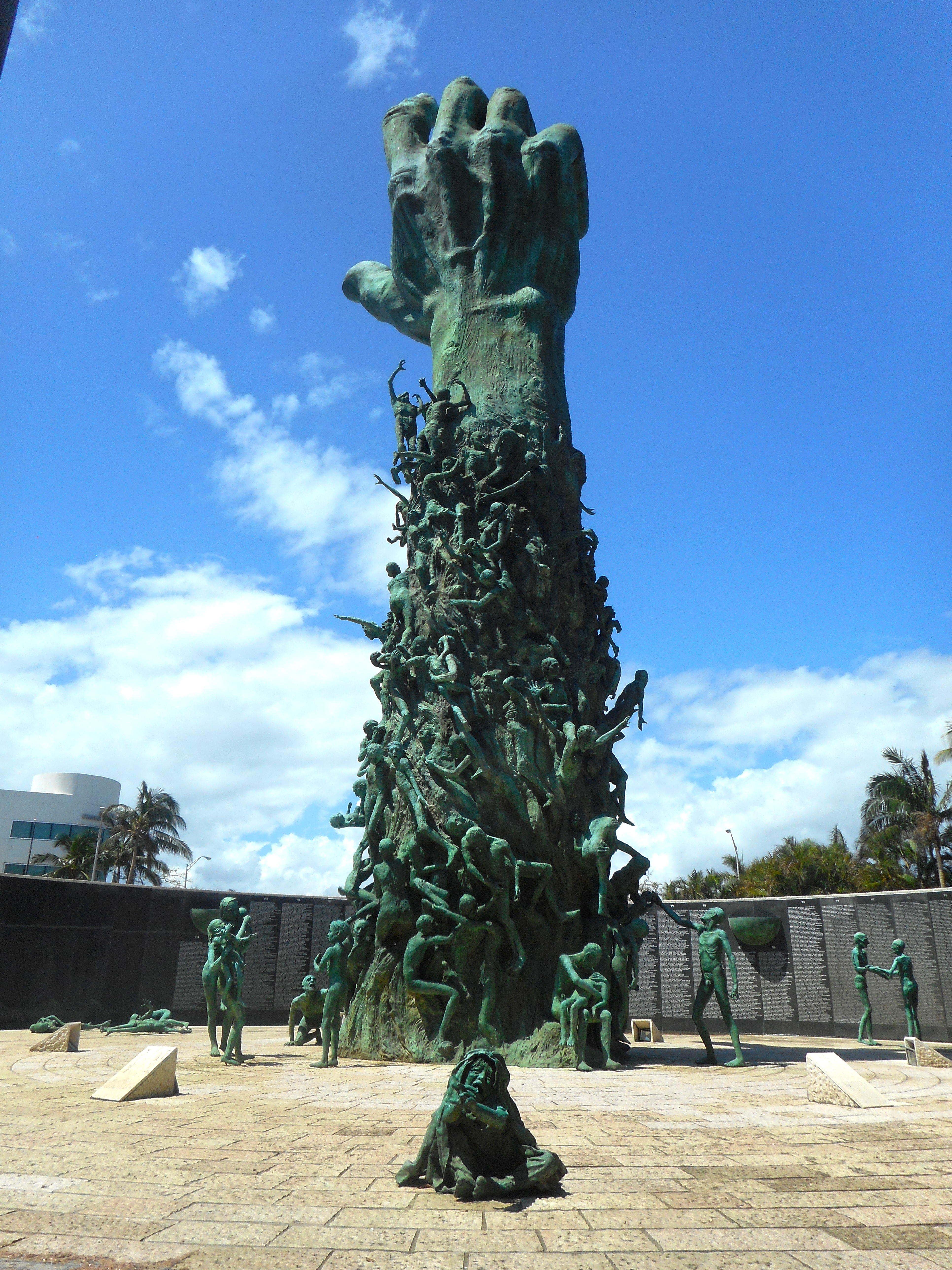
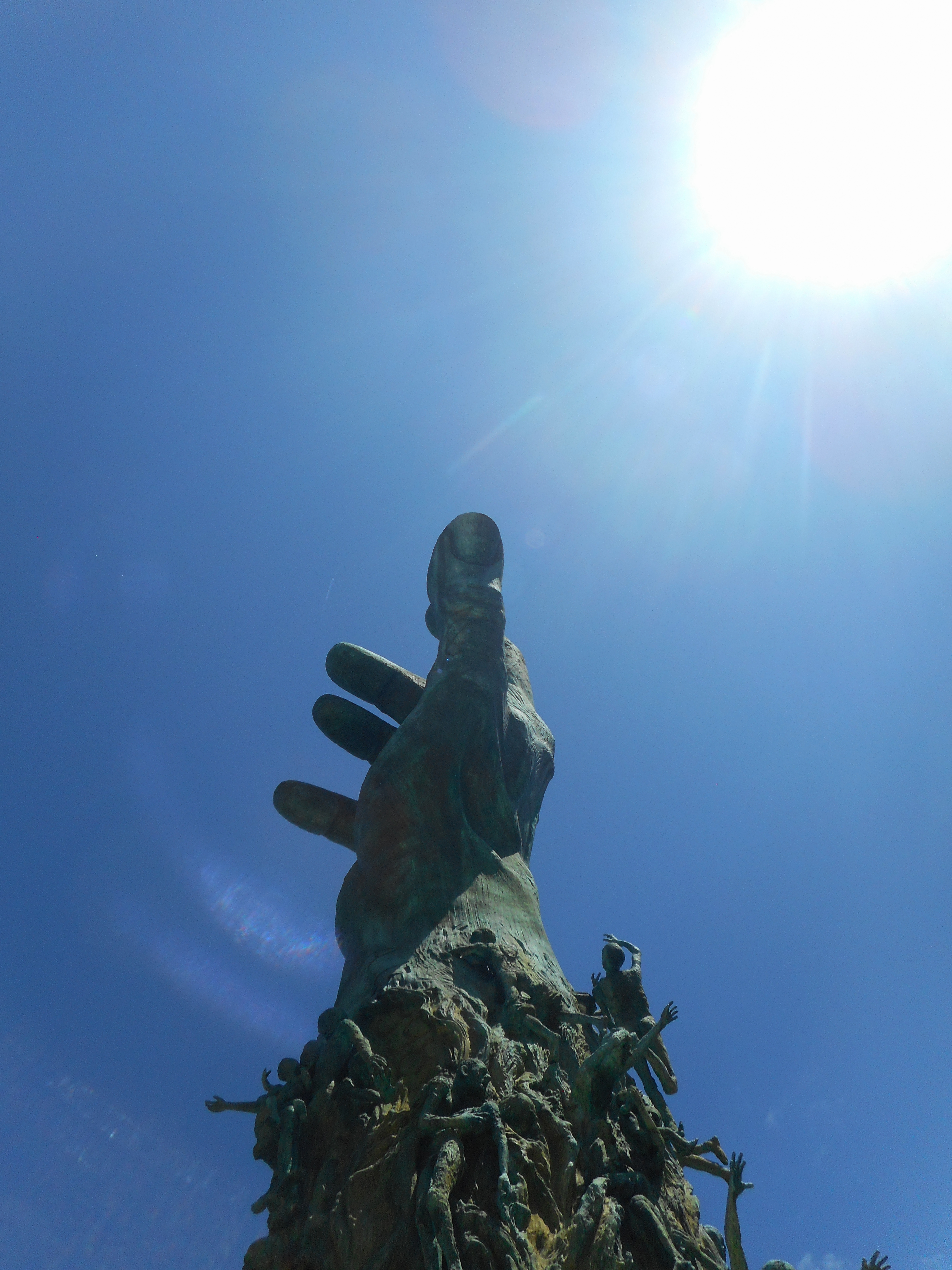
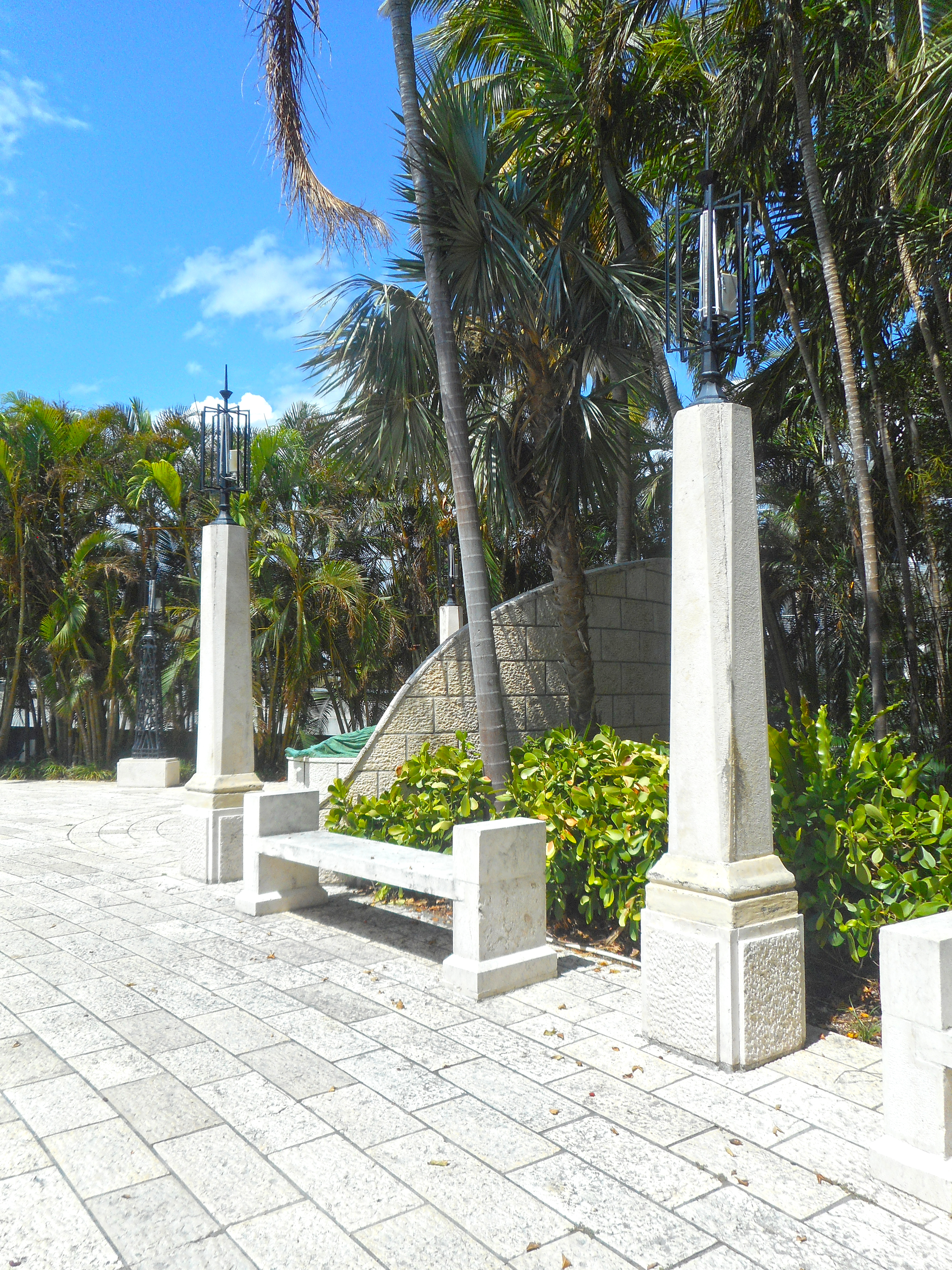
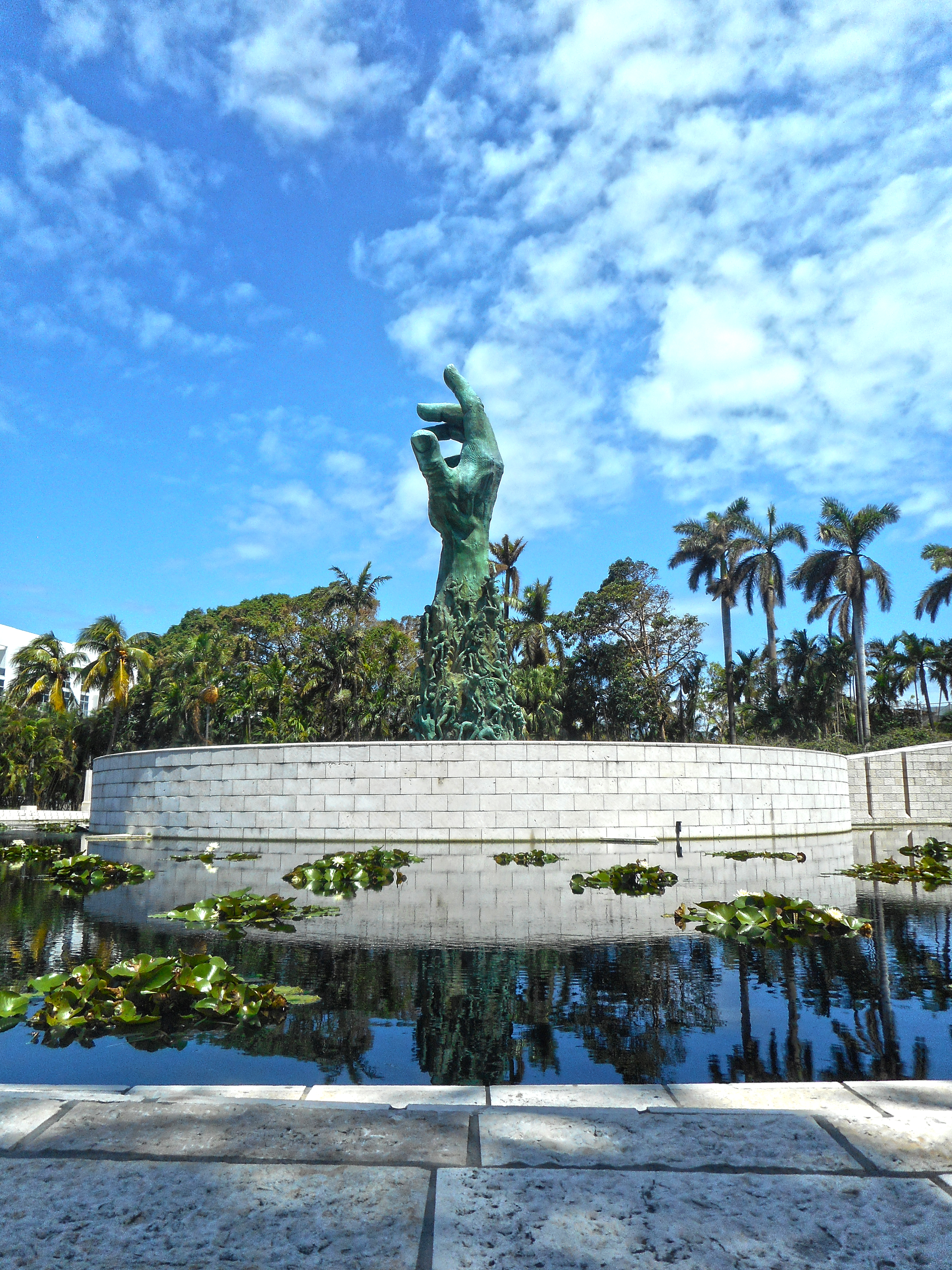